# Aeschines van Athene
Aeschines (Athene, 390 v.Chr. - Samos, 315) (Oudgrieks Αἰσχίνης / Aischínês) was een invloedrijke Griekse redenaar, vermaard om zijn elegante stijl. Hij gold als een van de tien Attische redenaars.

## Leven

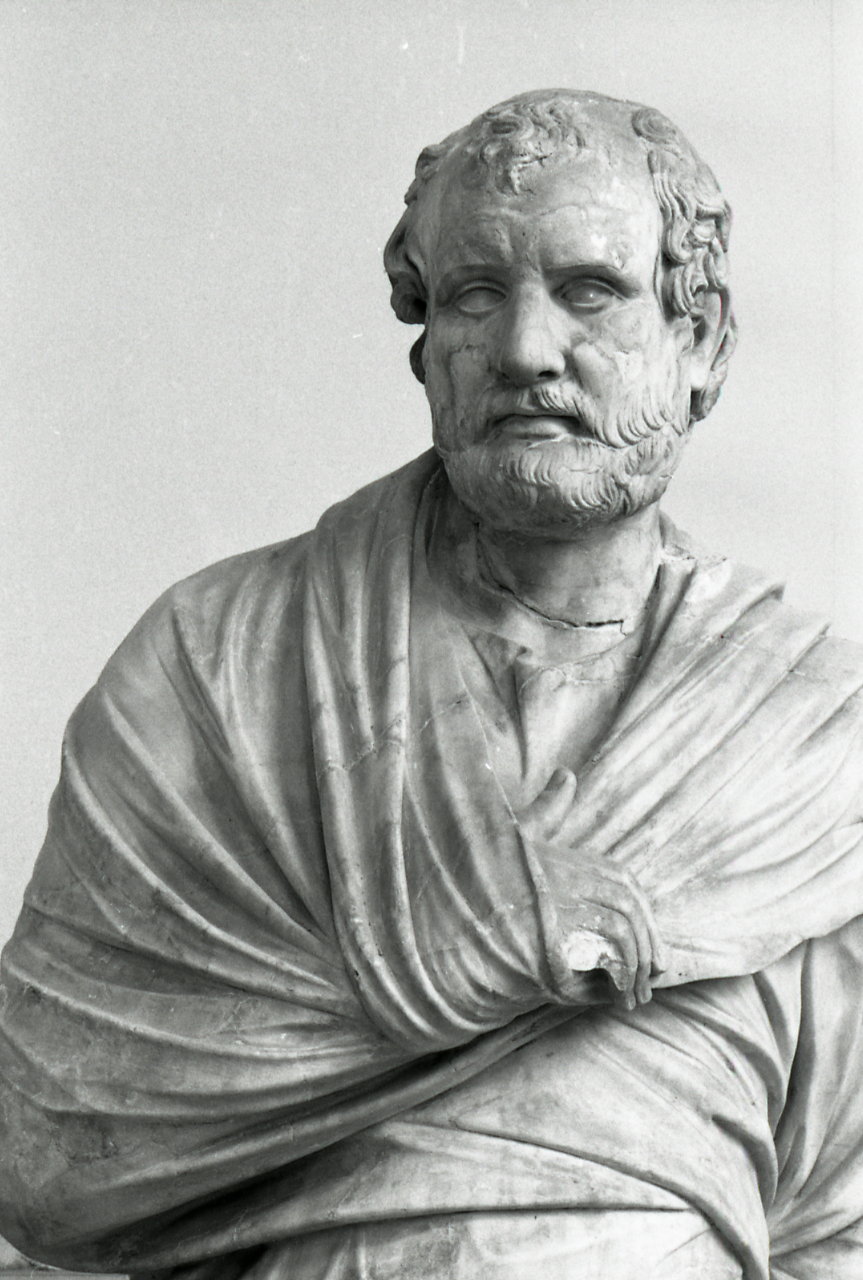
Standbeeld van Aeschines, de Villa dei Papiri van Herculaneum. Museo Archeologico Nazionale di Napoli. Foto van Paolo Monti 1969

Aeschines bracht zijn jeugd door in vrij nederige omstandigheden. In de vroegste fase van zijn loopbaan werkte hij als tragisch acteur en bezette onbelangrijke posities in staatsdienst. De val van Olynthos in 348 v.Chr. bracht Aeschines op het politieke toneel. Hij vertrok als gezant op een missie om de staten van de Peloponnesus tegen Philippus II van Macedonië op te ruien. In 346 v.Chr. maakte hij, net als Demosthenes, deel uit van een Atheense delegatie die afgevaardigd was om vredesvoorwaarden met Philippus II van Macedonië te bespreken. Tijdens de onderhandelingen poogde Aeschines de Atheners te verzoenen met het idee van een Macedonische uitbreiding op Grieks grondgebied. Dit was de reden dat hij na de onderhandelingen door Demosthenes en Timarchus vervolgd werd wegens landverraad. Als vergelding slaagde Aeschinus erin om Timarchus op zijn beurt te beschuldigen van grove immoraliteit, wat hem volgens Aeschines het recht ontnam om namens het volk te spreken. Op zijn eigen proces in 343 v.Chr. werd hij door een kleine meerderheid van stemmen vrijgesproken.
In 336 v.Chr. beschuldigde Aeschines een zekere Ctesiphon  wegens onrechtmatige toewijzing van een prijs aan Demosthenes voor diensten bewezen aan Athene. De uitspraak die in 330 v.Chr. volgde was in het nadeel van Aeschines door de schitterende toespraak die Demosthenes ter verdediging van Ctesiphon had gehouden. Aeschines ging in vrijwillige ballingschap naar Rodos, waar hij een school in retorica oprichtte. Nadien verhuisde hij naar Samos, waar hij op 75-jarige leeftijd overleed.

## Redevoeringen
De drie redevoeringen die aan Aeschines worden toegeschreven zijn:
1. Tegen Timarchus (Κατὰ Τιμάρχου / Katà Timárchou), een beschuldiging aan het adres van Timarchus;
2. Over plichtsverzaking bij het gezantschap (Περὶ παραπρεσβείας / Perì parapresbeías)[5], een verdediging (Apologie) van zijn eigen gedrag tijdens de onderhandelingen met Philippus II van Macedonië;
3. Tegen Ctesiphon (Κατὰ Κτησιφῶντος / Katà Ktēsiphōntos), een beschuldiging aan het adres van Ctesiphon.

Deze drie lijken de enige toespraken te zijn die hij ooit opschreef, al heeft hij ook redevoeringen geïmproviseerd ('extempore'). Wat ze gemeen hebben is een voorkeur voor krachtige en rechtlijnige uitspraken, met vrij gebruik van retorische stijlfiguren, variatie in zinsbouw, geestigheid en dichterlijke citaten.
Zijn drie redevoeringen werden door zijn tijdgenoten de Drie Gratiën genoemd, en als gelijkwaardig aan die van zijn rivaal Demosthenes beschouwd. Photius wist ook van het bestaan af van negen brieven waar hij als de Negen Muzen naar verwees. Van twaalf brieven die onder Aeschinus naam zijn gepubliceerd wordt het auteurschap echter betwijfeld.